# Vojmån
Vojmån är en å som rinner genom södra Lappland, från den norska gränsen söder om Skalmodal till Volgsjön, där ån mynnar vid Vilhelmina. Volgsjön avvattnas i sin tur av Ångermanälven. Vojmån är 225 km inklusive källflöden och passerar sjöarna Aujojaure, Bleriken, Gottern, Fiansjön, Fättjarn, Borkasjön och Vojmsjön. Avrinningsområdet är 3 543 km². Längs Vojmån ligger Kittelfjäll och Dikanäs.
Vojmån uppströms Vojmsjön, Övre Vojmån, är opåverkad av vattenkraftsutbyggnad och skyddad genom § 6 i naturresurslagen. Nedre Vojmån påverkas av att Vojmsjön är reglerad sedan 1948, men är fortfarande ett uppskattat flugfiskevatten.

## Omledningsplaner och folkomröstning
Vattenfall AB har haft planer på att leda över 80 % av Vojmåns vatten från Vojmsjön genom en tunnel till Stalons kraftstation. Då dessa planer var kontroversiella hölls en kommunal folkomröstning om frågan i Vilhelmina kommun den 16 november 2008. Resultatet blev att majoriteten sade nej till Vattenfalls planer. Av 5 705 röstberättigade kommunbor röstade 4 212 (valdeltagande 73,8 %), varav 2 186 röstade nej (52,1 % av de giltiga rösterna), 1 942 röstade ja (46,2 %), 67 var blankröster (1,6 %) och 17 röster var ogiltiga.